# كريس باتن
كريس باتن هو تربوي وكاتب وسياسي بريطاني، ولد في 12 مايو 1944 في Cleveleys ‏ في المملكة المتحدة. نشط حزبياً في حزب المحافظين.

## مناصب
- في الانتخابات العامة للمملكة المتحدة 1979 [الإنجليزية]‏، انتخب عضو البرلمان الثامن والأربعون للمملكة المتحدة  [لغات أخرى]‏ عن دائرة باث وقد انضم خلال فترته النيابية ‏ (3 مايو 1979 – 13 مايو 1983) للكتلة البرلمانية حزب المحافظين.
- في الانتخابات العمومية للمملكة المتحدة 1983 [الإنجليزية]‏، انتخب عضو البرلمان التاسع والأربعون للمملكة المتحدة  [لغات أخرى]‏ عن دائرة باث وقد انضم خلال فترته النيابية ‏ (9 يونيو 1983 – 18 مايو 1987) للكتلة البرلمانية حزب المحافظين.
- في الانتخابات العمومية للمملكة المتحدة 1987 [الإنجليزية]‏، انتخب عضو البرلمان الخمسون للمملكة المتحدة  [لغات أخرى]‏ عن دائرة باث وقد انضم خلال فترته النيابية ‏ (11 يونيو 1987 – 16 مارس 1992) للكتلة البرلمانية حزب المحافظين.
- انتخب عضو المجلس الخاص بالمملكة المتحدة  [لغات أخرى]‏.
- انتخب Secretary of State for International Development  [لغات أخرى]‏ (10 سبتمبر 1986 – 24 يوليو 1989).
- انتخب عضو مجلس اللوردات  [لغات أخرى]‏ وقد انضم خلال فترته النيابية (11 يناير 2005 – ) للكتلة البرلمانية حزب المحافظين.
- انتخب محافظ هونغ كونغ (9 يوليو 1992 – 30 يونيو 1997).
- انتخب المفوض الأوروبي للعلاقات الخارجية [الإنجليزية]‏ (16 سبتمبر 1999 – 22 نوفمبر 2004).
- انتخب الأمين العام لحزب المحافظين [الإنجليزية]‏ (28 نوفمبر 1990 – 11 مايو 1992).
- انتخب مستشار دوقية لانكستر [الإنجليزية]‏ (28 نوفمبر 1990 – 10 أبريل 1992).
- انتخب Secretary of State for the Environment [الإنجليزية]‏ (24 يوليو 1989 – 28 نوفمبر 1990).

## وصلات خارجية
- كريس باتن على موقع IMDb (الإنجليزية)
- كريس باتن على موقع مونزينجر (الألمانية)
- كريس باتن على موقع ميوزك برينز (الإنجليزية)
- كريس باتن على موقع إن إن دي بي (الإنجليزية)
- كريس باتن على موقع قاعدة بيانات الفيلم (الإنجليزية)